# 釋迦院站
釋迦院站（日语：／ Syakain eki */?）是位於熊本縣下益城郡砥用町（現時：美里町），熊延鐵道的鐵路車站（廢站）。

## 歷史
- 1932年（昭和7年）12月25日 - 熊延鐵道甲佐至砥用之間開通，此站啟用[1]。
- 1964年（昭和39年）3月31日 - 熊延鐵道廢線，此站也被廢除[1]。

## 車站設施
此站是地面車站，設有1面1線的客運單式月台、引上線和貨運專用月台。站舍在廢除前，一半部分已經變成民居。當時委托民居內的人負責販賣車票。

## 現狀
客運月台旁邊的路軌變成了町道。客運月台遺跡還存在。車站的站名牌還掛在站舍建築物處（該站舍變成了民居）。
貨運月台遺跡還存在。路軌遺址變成了消防隊小屋和小公園。

## 相鄰車站
熊延鐵道
佐俁－釋迦院－砥用

## 注腳
1. 1 2  今尾惠介《日本鐵道旅行地圖帳》12號九州沖繩 北信越（新潮社、2008年）p.46

## 相關項目
- 日本鐵路車站列表 Shi
- 釋迦院 (八代市)（日语：釈迦院 (八代市)）